# Station Newton Abbot
Newton Abbot is een spoorwegstation van National Rail in Newton Abbot, Teignbridge in Engeland. Het station is eigendom van Network Rail en wordt beheerd door Great Western Railway. 